# Rodgers (Familienname)
Rodgers ist ein Familienname.

## Herkunft und Bedeutung
Rodgers ist ein ursprünglich patronymisch gebildeter englischer Familienname, abgeleitet von dem männlichen Vornamen Rodger, der seinerseits eine Variante des Vornamens Roger von ursprünglich germanischer Herkunft mit der Bedeutung „berühmter Speer“ ist.

## Namensträger
- Aaron Rodgers (* 1983), US-amerikanischer Footballspieler
- Aggie Guerard Rodgers (* 1943), US-amerikanische Kostümbildnerin
- Anton Rodgers (1933–2007), britischer Schauspieler
- Bill Rodgers (Politiker) (William Thomas Rodgers; * 1928), britischer Politiker
- Bill Rodgers (Leichtathlet) (William Henry Rodgers; * 1947), US-amerikanischer Marathonläufer
- Brendan Rodgers (* 1973), nordirischer Fußballtrainer
- Clodagh Rodgers (1947–2025), britische Sängerin und Fernsehmoderatorin
- Dave Rodgers (* 1963), italienischer Musiker, Sänger, Songwriter und Produzent
- Dominique Rodgers-Cromartie (* 1986), US-amerikanischer American-Football-Spieler
- Emma Rodgers (* 1988), neuseeländische Badmintonspielerin
- Gaby Rodgers (* 1928), deutschamerikanische Schauspielerin und Theaterregisseurin
- Gene Rodgers (1910–1987), US-amerikanischer Jazzmusiker
- Guy Rodgers (1935–2001), US-amerikanischer Basketballspieler
- Hein Rodgers (* 1962), südafrikanischer Rugby-Union-Spieler
- Jimmie Rodgers (Countrymusiker) (1897–1933), US-amerikanischer Country-Sänger
- Jimmie Rodgers (Popsänger) (1933–2021), US-amerikanischer Pop-Sänger
- Jimmie Rodgers (Politiker) (fl. 2014), Politiker in den Salomonen
- John Rodgers (Offizier, 1728) (1728–1791), US-amerikanischer Oberst und Unternehmer
- John Rodgers (Offizier, 1772) (1772–1838), US-amerikanischer Marineoffizier
- John Rodgers (Offizier, 1812) (1812–1882), US-amerikanischer Marineoffizier
- John Rodgers (Offizier, 1881) (1881–1926), US-amerikanischer Marineoffizier
- John Rodgers, 1. Baronet (1906–1993), britischer Politiker
- John Rodgers (Geologe) (1914–2004), US-amerikanischer Geologe
- John Rodgers (Fußballspieler) (* 1950), englischer Fußballspieler
- John Rodgers (Musiker), australischer Musiker und Komponist
- John Hubert Macey Rodgers (1915–1997), neuseeländischer Geistlicher
- John M. Rodgers, US-amerikanischer Politiker (Pennsylvania)
- Johnny Rodgers (* 1951), US-amerikanischer American-Football-Spieler
- Leon Rodgers (* 1980), US-amerikanischer Basketballspieler
- Mary Rodgers (1931–2014), US-amerikanische Komponistin und Schriftstellerin
- Michael Rodgers (* 1985), US-amerikanischer Leichtathlet, siehe Mike Rodgers
- Michael Rodgers (Oxford), britischer Hochschullehrer
- Michael E. Rodgers (* 1969), britischer Schauspieler
- Mike Rodgers (* 1985), US-amerikanischer Leichtathlet
- Nigel Rodgers (* 1952), britischer Schriftsteller, Umweltaktivist und Kritiker
- Nile Rodgers (* 1952), US-amerikanischer Musiker und Musikproduzent
- Paul Rodgers (* 1949), britischer Rockmusiker
- Richard Rodgers (1902–1979), US-amerikanischer Komponist
- Robert L. Rodgers (1875–1960), US-amerikanischer Politiker
- William C. Rodgers (1965–2005), US-amerikanischer Buchhändler und Umweltaktivist
- Yana van der Meulen Rodgers (* 1966), niederländisch-US-amerikanische Wirtschaftswissenschaftlerin und Hochschullehrerin